# William Carter
Pour les articles homonymes, voir Carter.
William Carter (ou Guillaume Carter), né à Londres et mort à Tyburn le 11 janvier 1584, est un laïc martyr catholique anglais arrêté et exécuté sous le règne d'Elizabeth Ire.

## Biographie
Né dans une famille de drapiers, il est tout d'abord apprenti imprimeur avant de devenir secrétaire en 1563 de Nicholas Harpsfield, alors emprisonné pour ses convictions catholiques. À la mort d'Harpsfield, il se marie et décide de se lancer dans l'imprimerie. Soupçonné d'être catholique (il ne participe à aucun office anglican), il est une première fois emprisonné en 1578 dans une prison londonienne connue sous le nom de Poultry Compter, puis libéré pour bonne conduite. En 1579, ses ennuis avec la justice s'accumulent. Il est à nouveau détenu dans une prison insalubre pour avoir publié des pamphlets anti-protestants. Il est finalement libéré sur gage en 1581.
Entre 1581 et 1582, malgré les risques, il continue à publier des ouvrages catholiques. Sous le pseudonyme de Johannem Bogardi, il publie le catéchisme de Pierre Canisius. Sa publication du « Traité sur le schisme » de Gregory Martin, livre dénonçant indirectement le schisme anglican et imprimé à plus de 1000 exemplaires, lui vaudra sa perte. En 1582, il est emprisonné dans la tour de Londres. Il est torturé, jugé pour trahison et finalement condamné à mort en janvier 1584. Il meurt supplicié suivant la technique d'exécution réservée pour les traîtres, à savoir pendaison, éviscération et écartèlement.

## Vénération
Déclaré bienheureux par Jean-Paul II en 1987, William Carter fut l'un des quatre-vingt-cinq Quatre-vingt-cinq martyrs d'Angleterre et de Galles béatifiés par ce dernier. Il est vénéré par l'Église catholique le 11 janvier.